# Галина Гурецька
Галина Сільвія Олена Гурецька (пол. Halina Sylwia Górecka; до шлюбу Ріхтер, після виїзду з Польщі – Герман; 4 лютого 1938, Хожув) – спортсменка, олімпійська чемпіонка Польщі, легкоатлетка Німеччини.

## Біографія
Галина Ріхтер народилася 4 лютого 1938 року в Хожуві, Сілезьке Воєводство. В 1965 році попросила притулку в Федеративної Республіки Німеччини. В 1967 році одружилася з другом дитинства Райнгольдом Геррманом. Після закінчення спортивної кар'єри працювала продавчинею. 2012 року з її квартири була викрадена золота медаль, завойована на Олімпійських іграх Мельбурні. 2014 року вперше відвідала Польщу після своєї втечі.. Зараз проживає в Німеччині.

## Кар'єра
Галина займалася легою атлетикою, а саме спринтом. В естафеті 4 x 100 метрів досягла найбільших успіхів. У складі Польщі тричі брала участь в Олімпійських іграх, один раз у складі Федеративної Республіки Німеччини.

## Олімпійські результати
- В 1956 році Літні Олімпійські ігри в Мельбурні не мали успіху.
- В 1960 році на Літніх Олімпійських Іграх в Римі завоювала бронзову медаль в естафеті 4 х 100 м. Її колегами по команді були: Тереса Цєпли, Барбара Янішевська та Целіна Єсьоновська. В одиночній дисципліні біг на 100 і на 200 метрів дійшла до півфіналу.
- В 1964 році під час Літніх Олімпійських Ігор в Токіо стала олімпійською чемпіонкою разом з Тересою Цєпли, Іреною Шевінською та Евою Клобуковською. В фіналі бігу на 100 метрів посіла 7 місце.
- В 1968 році на Літніх Олімпійських іграх в Мексиці виступила без особливих результатів, на цих змаганнях виступала збірну Німеччини.

## Чемпіонат Польщі
- В 1954 році здобула чемпіонство в естафеті 4 х 100 м.
- В 1964 році під час змагань з бігу на 100 і на 200 метрів стала чемпіонкою Польщі.